# Tunéziai hadjárat
A tunéziai hadjárat az angolszász szövetségesek közös akciója volt az Észak-Afrikában állomásozó német csapatokkal szemben 1942. november 17. és 1943. május 13. között.
1942. október 23-án Egyiptomban megkezdődött a második el-alameini csata. November 2-án a brit 7. és 10. páncéloshadosztály mélyen betört a német-olasz vonalakba, és a fasiszta csapatok kénytelenek voltak megkezdeni a visszavonulást nyugat felé. Hat nappal később a szövetségesek – a Torch hadműveletben – partra szálltak a Vichy-kormány által ellenőrzött Marokkóban és Algériában. Ezt követően Kenneth Anderson tábornok a brit 1. hadsereggel elindult Tunézia felé, hogy az Afrikakorpsot két tűz közé szorítsa.
Tunézia szintén a Vichy-kormány fennhatósága alatt állt, főhelytartója Jean-Pierre Esteva tengernagy volt, aki nem állt át a szövetségesek oldalára, így a németek és az olaszok egy hónap leforgása alatt komoly hídfőt építettek ki Tunisz és Bizerte körül. Megérkezett Afrikába a 10. páncéloshadosztály, a Hermann Göring ejtőernyős-páncéloshadosztály és a 334. gyaloghadosztály. Átvezényeltek Tunéziába két olasz hegyivadász-zászlóaljt, valamint hat zászlóaljt a Superga gyalogoshadosztályból. A Luftwaffe négyszáz repülőt vont el a keleti frontról, hogy támogassa a német szárazföldi akciókat. A német alakulatok a  Walter Nehring tábornok vezetésével újonnan felállított 5. páncéloshadsereg parancsnoksága alá kerültek.
A szövetséges támadás a november 24-éről 25-ére virradó éjjel indult meg, három irányban. A kezdeti kisebb sikerek után november 28-án erős védelmi vonalakba ütköztek, és az offenzíva elakadt. A szövetségesek több kisegítő támadást indítottak, de azok is eredménytelenül végződtek. December 1-jén kora reggel a németek és az olaszok erős ellentámadást indítottak Dzsedeida felől. Két oszlopban 40-40 tank tört előre. A szárazföldi erőket zuhanóbombázók támogatták. A britek kénytelenek voltak visszavonulni. Az utak megteltek járművekkel, amelyek könnyű célpontot kínáltak az ellenséges repülőknek és tüzérségnek. A következő nyolc napban a tengelyhatalmak Teburbától nyugatra verték vissza a brit-amerikai csapatokat, és a szövetségeseknek csak december 10-én, komoly áldozatok árán sikerült megállítaniuk a támadást.
A szövetséges vezetés a sorozatos vereségek után arra az álláspontra jutott, hogy nem elég pótolni az elesetteket és az elvesztett járműveket, csak komolyabb változtatásokkal lehet legyőzni a tengelyhatalmakat. Úgy döntöttek, hogy fel kell állítani egy több hadosztályból álló erőt, amely több száz harckocsival és jóval erősebb légi támogatással rendelkezik, és az ellenséget nem egy-egy rövid frontszakaszon, hanem több száz kilométeren támadja. Ezekre az előkészületekre legalább két hónapot szántak, és meg kellett várni a rossz időjárás végét is.
1943 januárjában Rommel serege már közeledett kelet felől Tunéziához. A szövetségeseket aggasztotta a lehetőség, hogy Rommel és von Arnim csapatai találkoznak, mert egyesített erővel megindulhattak volna Algéria és Marokkó felé, ahol a szövetségeseknek csak part menti állásaik voltak. Ahhoz, hogy az angolszászok megakadályozhassák az ellenséges hadseregek egyesülését, blokkolniuk kellett azokat a szorosokat, amelyeken át Rommel útja vezetett az Atlasz-hegységen át.
Januárban a németek megtámadták a francia és a brit szektor határterületét, és mintegy 16 kilométerrel vetették hátra a szövetségeseket. A német 5. páncéloshadsereg először a francia XIX. hadtestre mért csapást Fondouknál január 2-án, majd az amerikai II. hadtestre Bu-Aráda térségében január 18-án, majd Faidnél január 30-án. Ez a támadás megakasztotta az amerikai II. hadtest felkészülését a Maknasszi elleni támadására. Február 3-án a szövetségesek akciót indítottak a Faid-hágó ellen, de az elbukott, és a támadók kénytelenek voltak visszavonulni. Február elején a németek ellencsapást indítottak Dél-Tunéziában is. Arnim 10. páncéloshadosztálya a keleti hegyláncon átvezető Faid-hágó térségében, Rommel 21. hadosztálya attól délre lerohanta az amerikai II. hadtestet.
Eisenhower a sorozatos vereségek miatt több szövetséges parancsnokot leváltott, és a korábbinál jóval nagyobb hatáskört adott Alexander tábornoknak. Mivel az amerikai II. hadtest sok embert és felszerelést vesztett, valamint a britek szerint taktikailag inkompetens volt, az offenzíva következő szakaszában az amerikaiak inkább kisegítő szerepet kaptak a britek mellett. Eisenhower George Patton tábornokot nevezte ki az amerikai sereg élére, helyettese Omar Bradley tábornok lett. Március 6-án Rommel megtámadta a 8. Brit Hadsereget Médeninénél, de Montgomery csapatai – tüzérségi és harckocsitűzzel kombinált légitámadásokkal – megállították az előrenyomulást. Két hét múlva Montgomery frontális támadást indított, és március 31-ére visszavetette a németeket a keleti hegylánc tengerparti végéhez.
1943 tavaszán a szövetségesek megindították a végső támadást a német hídfő ellen, és egyre kisebb helyre szorították össze a német-olasz csapatokat, amelyek folyamatosan hátráltak a tenger felé. Május 12-én Arnim tábornok bejelentette a megadást. Több mint 275 ezer katona adta meg magát, köztük a német és az olasz főparancsnok.

## Előzmények
1942. augusztus 31-én Erwin Rommel tábornok Német Afrika-hadteste támadást indított a britek Alam Halfa-i védelmi rendszere ellen, de nem tudta áttörni. Szeptemben 2-áig ötven harckocsit vesztett, majd visszahúzódott kiinduló állásaiba. Bernard Montgomery tábornok megkezdte a brit 8. hadsereg felkészítését az ellentámadásra, és október 23-án megkezdődött a második el-alameini csata. Montgomery, elődeitől eltérően, nem arra törekedett, hogy a német-olasz egységeket kiverje állásaiból, majd addig űzze a sivatagban, ameddig tudja, hanem fel akarta őket őrölni, hogy elveszítsék az újabb támadás megindításához szükséges erőt. A fő támadást ezért a nehéztüzérségre és a gyalogságra bízta, és a páncélosokat csak akkor vetette be, amikor azok már be tudtak ékelődni a tengelyhatalmak alakulatai közé.

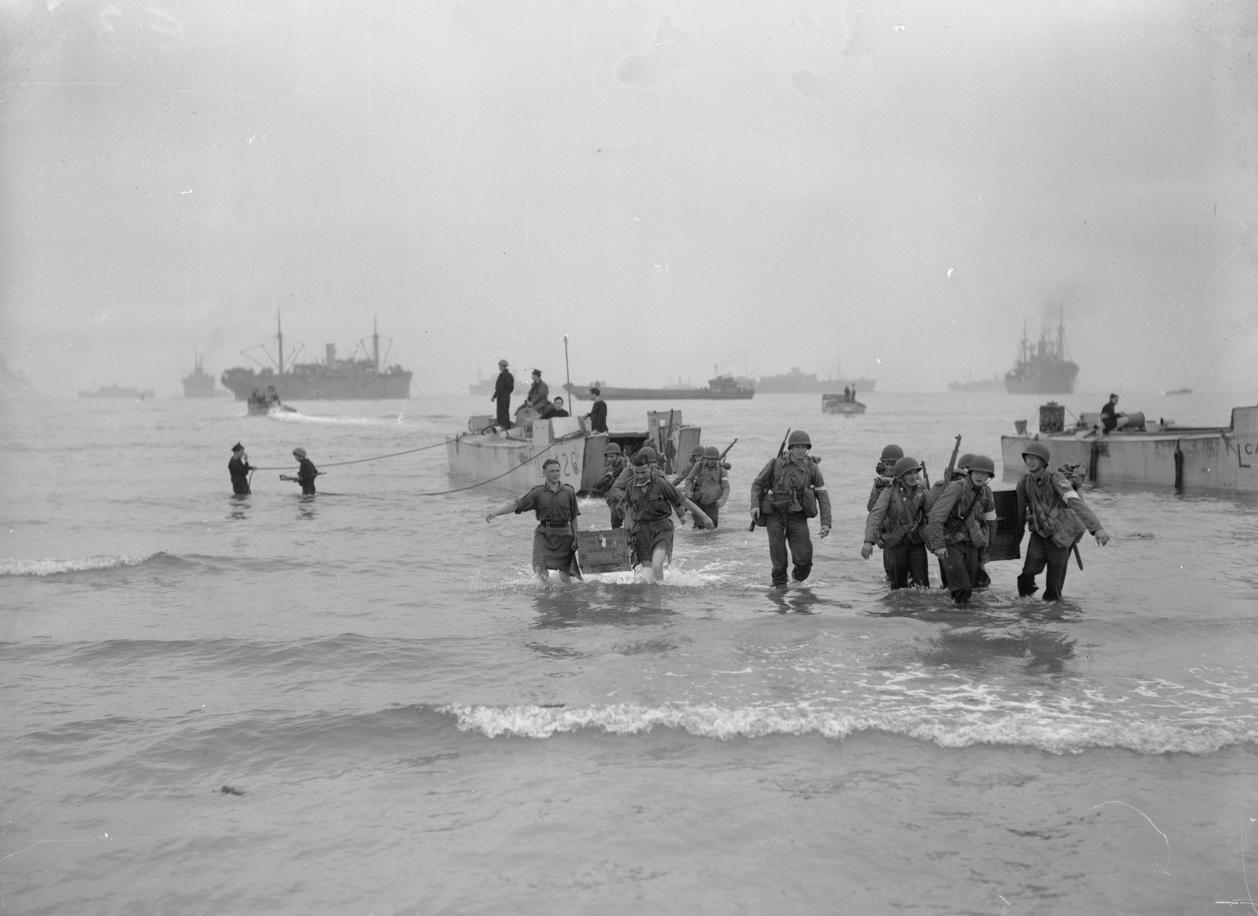
Szövetségesek az Arzevi-öbölben

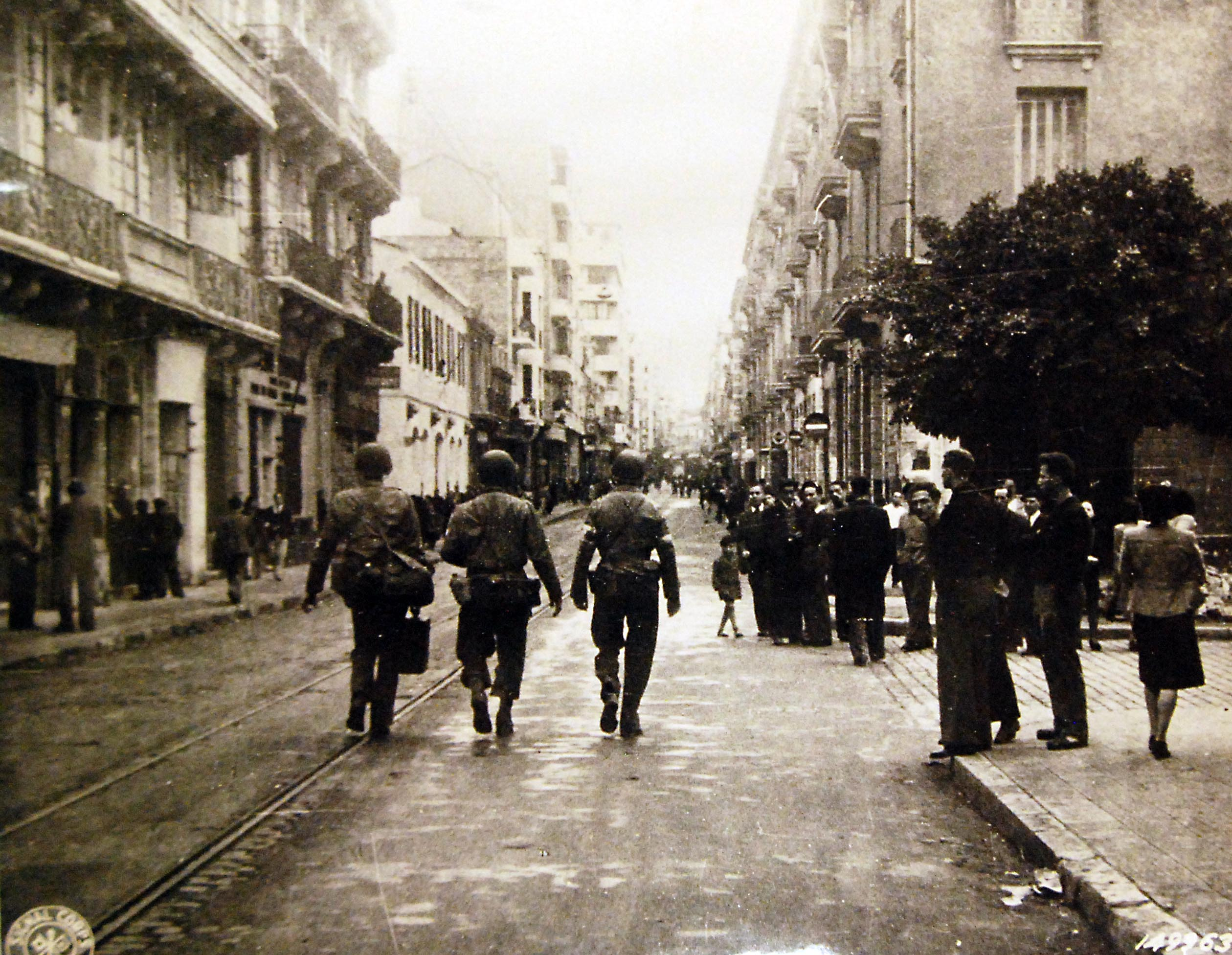
Amerikai járőr Oránban

Egy hét harc után a briteknek sikerült kialakítaniuk két „folyosót” a német védelemben. Rommel szeretett volna visszavonulni, de ehhez Adolf Hitler nem járult hozzá, így a tábornok kénytelen volt megmaradt erőit az északi folyosóhoz összpontosítani. A britek azonban értesültek erről a megfejtett Enigma-kódnak köszönhetően, és a déli átjáróban indították meg a fő csapást november 2-án. A brit 7. és 10. páncéloshadosztály mélyen betört a német-olasz vonalakba, és a fasiszta csapatok kénytelenek voltak megkezdeni a visszavonulást nyugat felé. A britek némileg lelassulva követték őket Tripoli irányába.
Rommel november 20-án érte el Bengázit. A brit repülőgépek folyamatosan támadták menetoszlopait, állásait. November 8-án a szövetségesek – a Torch hadműveletben – partra szálltak a Vichy-kormány által ellenőrzött Marokkóban és Algériában. A francia ellenállás dacára napok alatt elfoglaltak egy fontos atlanti-óceáni kikötőt, Casablancát, valamint két nagy kikötőt a Földközi-tengeren, Algírt és Oránt. Ezt követően Kenneth Anderson tábornok a brit 1. hadsereggel elindult Tunézia felé, hogy az Afrikakorpsot két tűz közé szorítsa. Tunézia szintén a Vichy-kormány fennhatósága alatt állt, főhelytartója Jean-Pierre Esteva tengernagy volt.
A nyár folyamán, miközben zajlott a Torch hadművelet tervezése, a britek azt javasolták, hogy az invázió a legkeletibb ponton, vagyis Tunéziában történjen meg, az amerikaiak azonban elvetették ezt, mivel féltek az esetleges hátbatámadástól. Roosevelt augusztus 31-én azt írta Churchillnek, hogy az amerikaiak meggyőződése szerint a németek  nem lesznek képesek nagy erőket Tuniszba átcsoportosítani a partraszállást követő két hétben. Később Andrew Cunningham tengernagy, a szövetséges inváziós flotta parancsnoka ezt írtaː „Azóta is sajnálom, hogy nem a merészebb elképzelés szerint cselekedtünk, amelynek értelmében mindjárt az elején megostromoltuk volna Bône-t. Első meglepetésében az ellenség nem tudta volna, hogy mitévő legyen. Elmulasztottuk megadni a hadművelethez a végső lökést, amely mindent eldöntött volna.”
Az invázió befejeződése után az észak-afrikai partvidék keleti (Egyiptom és Líbia egy része) és nyugati felét (Marokkó és Algéria) a szövetségesek ellenőrizték, a középső részt (Líbia nyugati fele és Tunézia) pedig a Vichy-franciák és a tengelyhatalmak birtokolták. Keleten a Bernard Montgomery vezette 8. hadsereg szorongatta a németeket, nyugatról pedig a Dwight D. Eisenhower tábornok által irányított 1. hadsereg készült előrenyomulni. A francia sereg, az Armée d'Afrique átállóban volt a szövetségesek oldalára.

## Német-olasz erősítés

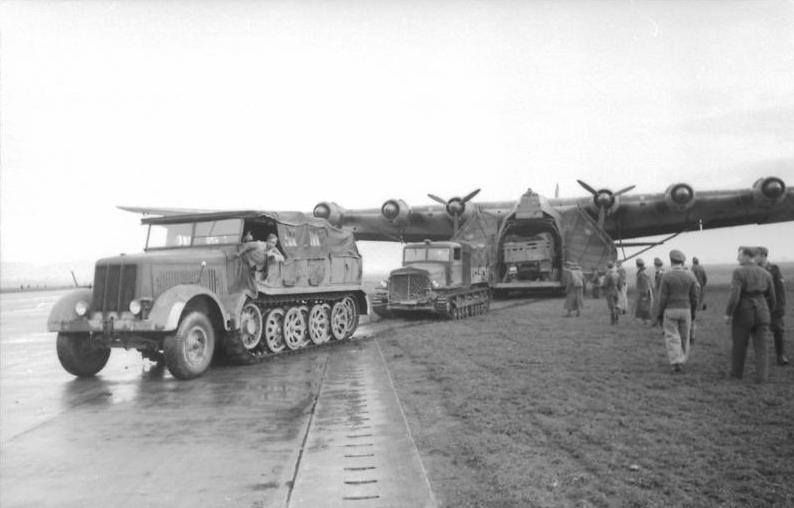
Német Gigant szállítógép

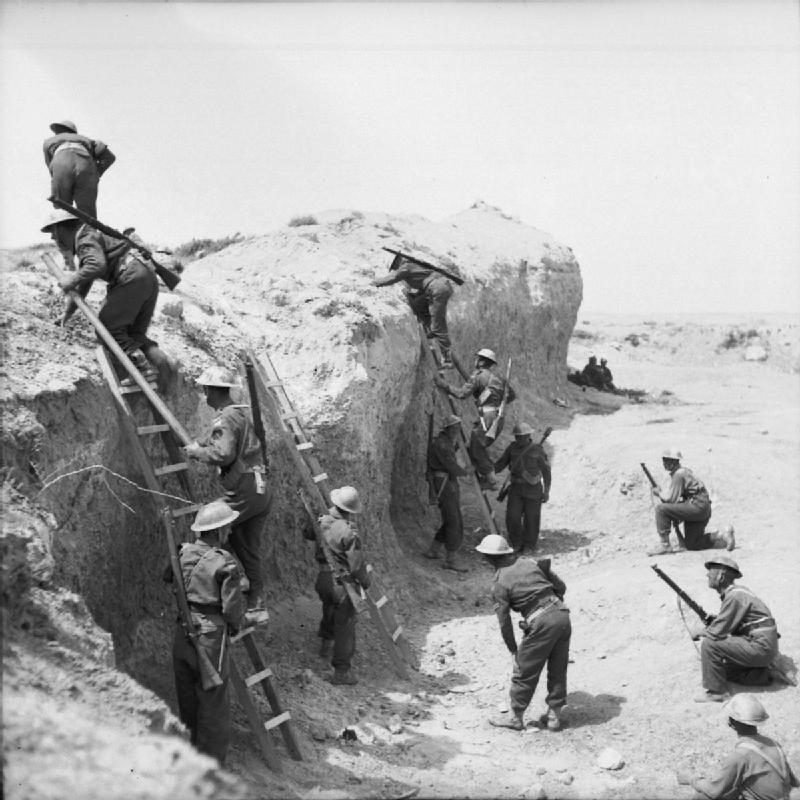
Brit katonák a sivatagban

Habár a németeket meglepetésként érte a szövetséges partraszállás, gyorsan cselekedtek. Hitlert először ugyan megrázta a hír, de november 8-án este már megbeszélést tartott Joachim von Ribbentrop német és Galeazzo Ciano olasz külügyminiszterrel, és közölte, hídfőt létesít Tunéziában, elfoglalja Korzikát és megszállja Franciaország addig szabad részeit. Hitler szabad kezet adott Albert Kesselring tábornoknak, a déli hadműveleti terület főparancsnokának. Az első német ejtőernyősezred már november 9-én megérkezett Afrikába.
November 10-én Pierre Laval, a Vichy-kormány miniszterelnöke találkozott Hitlerrel Berchtesgadenben, és közölteː François Darlan tengernagy, a Vichy-kormány tengerészeti egységeinek vezetője felhatalmazás nélkül egyezett meg az algíri tűzszünetről a szövetségesekkel. Hitler szabad átvonulást követelt Tunézián, pedig a német katonák már előző nap, francia hozzájárulás nélkül, megkezdték a fontos támaszpontok, kikötők és repülőterek elfoglalását.
November 10-én Darlan aláírta az összes észak-afrikai francia területre szóló tűzszüneti megállapodást a szövetségesekkel, és arra utasította Jean-Pierre Esteva tunéziai főhelytartót, hogy álljon át az angolszászok oldalára. Ezen a napon az olaszok 28 vadászgépet helyeztek át Tuniszba. December 12-én Henri Philippe Pétain elnök hivatalosan érvénytelenítette a tűzszüneti egyezményt, és kötelezte a tunéziai francia parancsnokokat a repülőterek és kikötők megnyitására a németek előtt, Georges Barre tábornok, tunéziai francia főparancsnok arra utasította a tuniszi hadosztályt, hogy vonuljon a hátországba.
November 16-án megérkeztek az első nagyobb német egységek Franciaországból és Szicíliából. Afrikába vezényelték a 10. páncéloshadosztályt, a Hermann Göring ejtőernyős-páncéloshadosztályt és a 334. gyaloghadosztályt. Átirányítottak Tunéziába két olasz hegyivadász-zászlóaljt, valamint hat zászlóaljt a Superga gyalogoshadosztályból. A Luftwaffe négyszáz repülőt vont el a keleti frontról, hogy támogassa a német szárazföldi akciókat. Novemberben 176 tank, 131 tüzérségi eszköz, 1152 jármű és 13 ezer tonna felszerelés és ellátmány érkezett Tunéziába.
A német alakulatok a  Walter Nehring tábornok vezetésével újonnan felállított 5. páncéloshadsereg parancsnoksága alá kerültek. A németek és olaszok rövid idő alatt csaknem százezer katonát dobtak át Tunéziába. Az alakulatokat elsősorban Tunisz és Bizerte környékén helyezték el.

### Nyugati front
Eközben Montgomery 8. hadserege Líbia felől űzte Rommel vert Afrikakorpsát, amely a parti úton, a régi aknamezők védelmében haladt Tunézia felé, hogy csatlakozzon a hídfő védelméhez. A németek kiürítették Bardiát és Capuzzót. November 13-án a britek elfoglalták Tobrukot, és kikötőjét azonnal megnyitották a hajók előtt. Hat nap múlva már 880 tonna felszerelést és ellátmányt rakodtak ki naponta. A seregek már Szurt térségében töltötték a karácsonyt. Január 23-án a britek bevonultak Tripoliba, ahol sértetlenül találták az elektromos, a víz-, a szennyvíz- és a telefonhálózatot, valamint két hónapra elegendő élelemre bukkantak a raktárakban. A kikötő ugyan használhatatlan volt, de február 4-ére sikerült megtisztítani egy csatornát, és az első hajó kikötött a mólónál. Ezen a napon Churchill és Montgomery is felkereste a várost.

## Utánpótlás

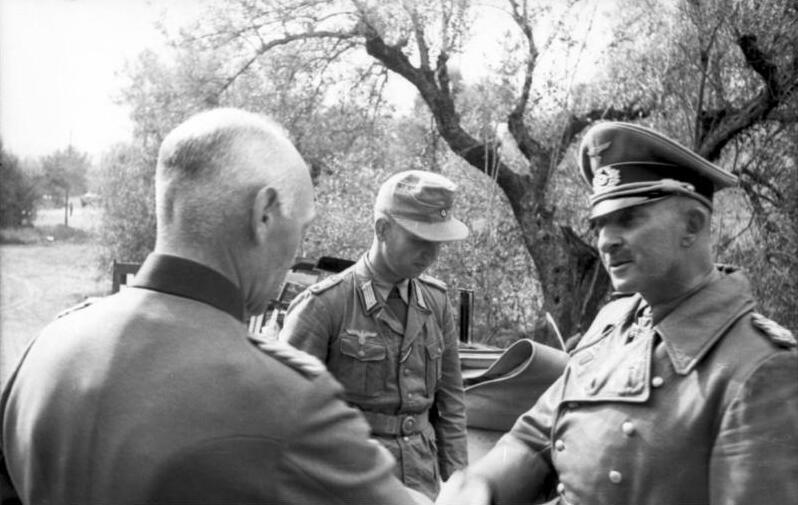
Von Armin (jobbra) és von Vaerst tábornok

Olaszország hadba lépése óta az olasz hajók rendszeresen szállítottak utánpótlást az Egyiptomban és Líbiában harcoló német és olasz alakulatoknak. Az angolok előretörésével párhuzamosan ezek száma ritkult. Az utolsó szállítmány november 1-jén indult Tobrukba, november 6-án pedig Bengáziba. A konvojok új célpontja Tripoli lett, de decemberben az útnak indított 12 981 tonnából csak 6150 tonna futott be. A veszteség nagy részét brit tengeralattjárók okozták. A szövetségesek marokkói és algériai partraszállása után az olaszok feladata lett a tunéziai hídfő utánpótlása is. Az első hónapban 25 konvoj érkezett Tunéziába 34 339 tonna ellátmánnyal és 13 300 katonával. Csak egy hajó, a Cittàdi Napoli süllyedt el, amikor aknára futott.
Később a konvojokra egyre több veszély leselkedett az 577 kilométeres úton. Aknamezőkön kellett áthaladniuk, miközben a szövetségesek Máltáról induló repülőgépei támadták őket. Ennek eredményeként decemberben az olaszok 11 kereskedelmi hajót, négy hadihajót és a szállítmány 28,6 százalékát vesztették el. Az olaszok a halál útjának (rotta della morte) nevezték a Tuniszba vezető tengeri utat. Eközben a britek felállították Bône-ban a Q Erőt, egy haditengerészeti egységet, amely a Máltáról induló K Erővel szintén hajtott végre támadásokat az olasz hajók ellen. Januárban a szövetségesek nyolc szállítóhajót küldtek a tenger fenekére, de az ellátmány háromnegyede így is átjutott Tunéziába. Februárban már 17, márciusban pedig 36 hajó esett az angolszász légierő és flotta áldozatául. Márciusban az ellátmány 31,4 százaléka elveszett, ráadásul több olasz konvojkísérő hadihajót is elsüllyesztettek a szövetségesek. Márciusban az olaszok 79 886 tonna, egy hónappal később 97 046 tonna hajóteret vesztettek.

## Perpetual hadművelet

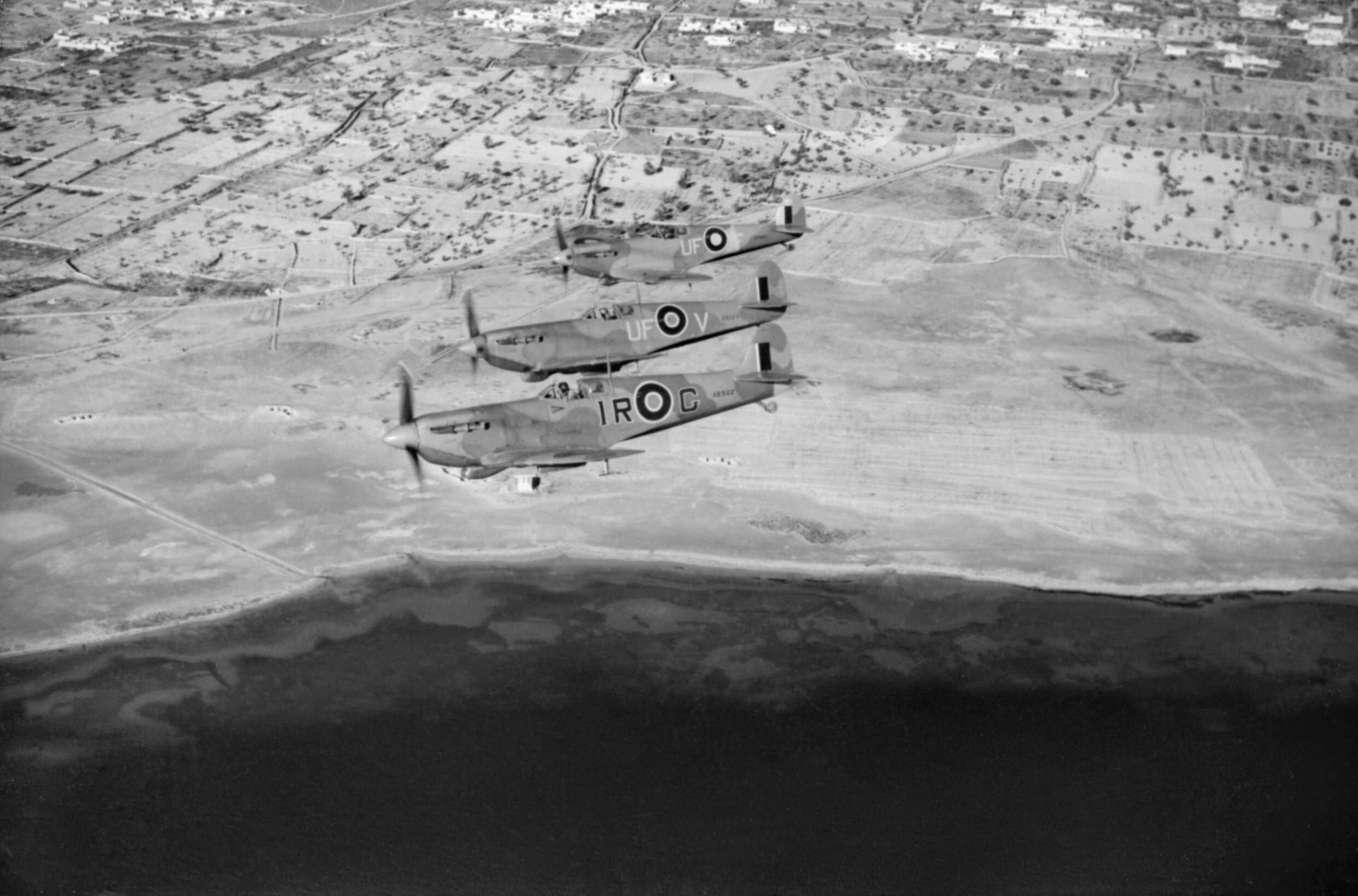
Brit Spitfire-ök a tunéziai partok mentén

A tunéziai háborút a Perpetual (Örökmozgó) kommandós hadművelet vezette be, amelynek keretében a britek támadást intéztek Bougie, a mai Bedzsába ellen. A 36-os gyalogosdandár egységeit szállító hajónak november 9-én kellett volna kifutnia Algírból, de a rossz idő miatt csak másnap hagyta el a kikötőt. Tőle függetlenül haladt célja felé az HMT Awatea, fedélzetén a Brit Királyi Légierő kommandósaival és ellátmányukkal. A szállítóhajókat az HMS Sheffield könnyűcirkáló és kísérőhajói fedezték. A britek azzal számoltak, hogy a franciák ellenállnak majd Bougie-ban, de végül harc nélkül szálltak partra november 11-én. A katonák elfoglalták a várost és a kikötőt.
A nagy hullámzás miatt az HMT Awatea nem tudta partra tenni a kijelölt helyen a dzsidzselli repülőter elfoglalásával megbízott kommandósokat, ezért visszafordult, és Bougie-nál kötött ki. Több mint harminc Ju 88-as német bombázó támadta meg a kikötőt és a hajókat, a bombák eltalálták az HMT Awatea és az HMS Cathay személyszállítókat, valamint az HMS Roberts monitort. November 12-én a britek ejtőernyősöket dobtak le a tunéziai határhoz közeli Bône, a mai Annába térségében, valamint katonákat tettek partra a kikötőben. A deszantosok elfoglalták Dzsidzselli repülőterét. Aznap a németek ismét bombáztak, és eltalálták a légelhárító segédhajót, az HMS Tynwaldot és az HMS Karanja személyszállítót.

## Tebourbai csata

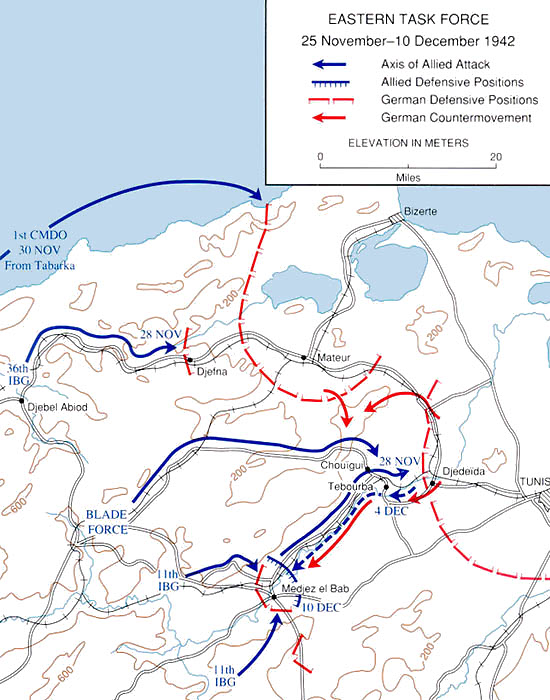
A kék nyilak a szövetségesek, a pirosok a tengelyhatalmak mozgását jelzik

A szövetségesek általános támadásának megindítását nehezítette, hogy az amerikaiak nem tudtak megállapodni Darlannal, így nem tudták biztosítani a francia csapatok támogatását. Többször egyeztettek Darlannal és az általuk korábban az észak-afrikai francia seregek élére kinézett Henri Giraud tábornokkal. Megegyezésük november 22-én lépett életbe, és megosztotta a francia csapatok feletti hatalmat a két főtiszt között. Az egyezmény értelmében a francia szárazföldi csapatok csatlakoztak a szövetségesekhez a németek elleni harcban.
A kollaboránsnak tekintett Darlan hatalomban maradása nagy felháborodást váltott ki az Egyesült Államokban és Nagy-Britanniában, valamint a szabad franciák között. Cunningham admirális később így védte meg a megállapodástː „Darlan volt az egyetlen ember Észak-Afrikában, aki megállíthatta a harcokat és mellénk állíthatta a hatóságokat és a lakosságot, hogy segítsék a tengelyhatalmak ellen folytatott erőfeszítéseinket. A katonai szükségszerűség diktálta, hogy együttműködjünk Darlannal a vérontás minimalizálása és a Tunéziába özönlő németek elleni háború folytatása érdekében.”
Miután megszületett a megállapodás, a szövetséges csapatok megkezdhették az előrenyomulást. Afrikában már több mint 120 ezer brit és amerikai katona volt. A csapatok feladata Tunisz mielőbbi elfoglalása és Bizerte megostromlása volt. A szárazföldi csapatok előrenyomulása alatt a haditengerészetnek és a légierőnek el kellett vágnia az összeköttetést Szicília és Tunézia között, hogy a tengelyhatalmak katonái ne jussanak utánpótláshoz. A D-napot november 25-ére tűzték ki. A katonák zömét a britek adtákː egy gyaloghadosztályt és egy páncéloshadosztályt, amelyet több, egy zászlóaljnál kisebb, amerikai egység támogatott. A csapatok parancsnoka Kenneth Anderson tábornok volt.
A terv szerint a Vyvyan Evelegh vezérőrnagy által irányított 78. gyalogoshadosztály három irányból, egy-egy dandárral támad. Az északi Bizerte felé tör előre, amelyhez nagyjából 16 kilométert kell megtennie. A Blade Force nevű középső dandár célja a kiindulási pontjától 32 kilométerre fekvő Tunisz volt. A délről támadó alakulatnak északkelet felé kellett előretörnie, az egységre 65 kilométer megtétele várt. Úgy tervezték, hogy a középső és a déli dandár Teburbánál találkozik, majd elfoglalja a Tunisztól 9 kilométerre fekvő Dzsebibinánt.
A szövetséges csapatok november 16-án indultak el a kiinduló állásokba. Másnap egy brit egység, amely egy hidat és egy útkereszteződést őrzött a leendő felvonulási útvonalon, összecsapott egy olasz-német páncélosalakulattal. A harc három órán át tartott, ez volt az első tűzpárbaj a két fél között. A szövetséges veszteség meghaladta az ellenfélét, de az angolszászoknak így is sikerült a pozíciójukat megtartani. A tengelyhatalmak nyolc harckocsit vesztettek, majd Bizerte felé visszavonultak. A következő héten számos hasonló összecsapás volt. November 24-ére Evelegh mindhárom dandárja elfoglalta pozícióját.

### Az első hét

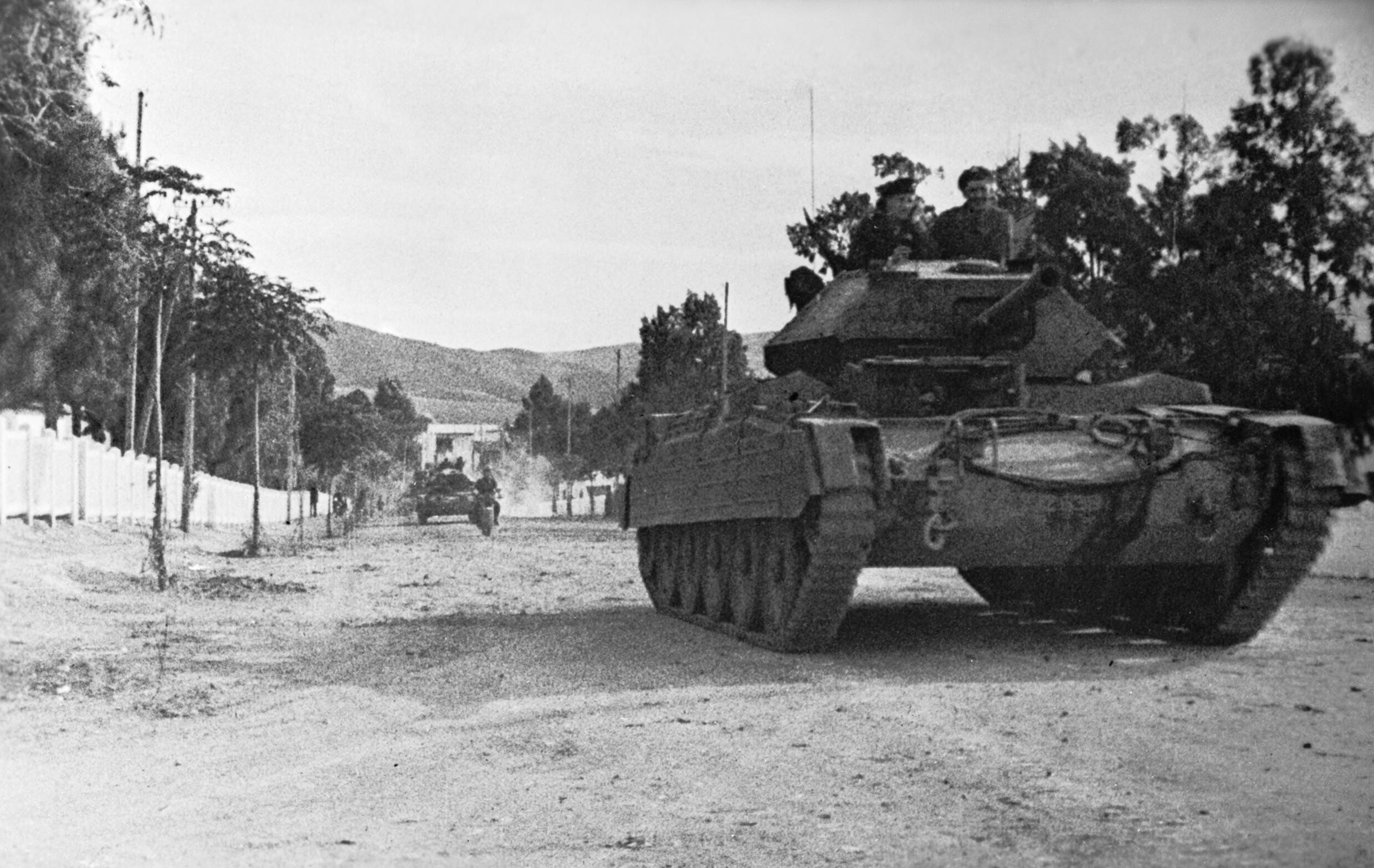
Crusader tank Tunéziában 1942. december 31-én

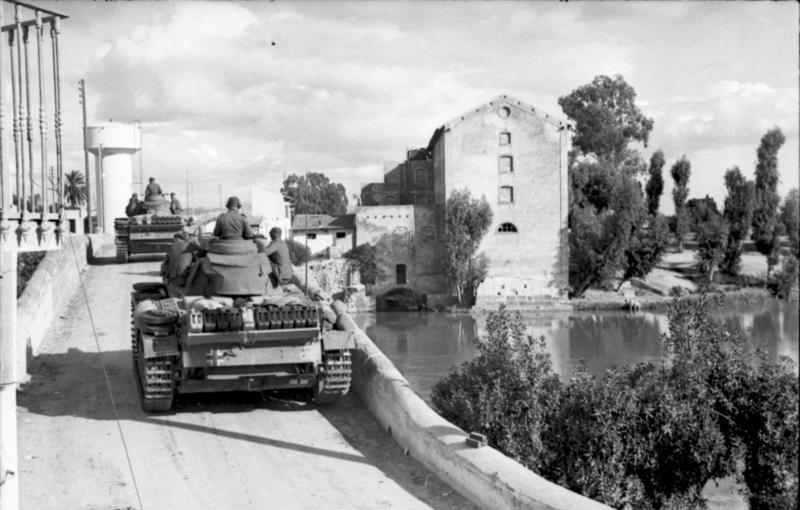
Német harckocsik haladnak át egy városon

A november 24-ről 25-ére virradó éjszaka a 11. dandár támadásba lendült délen Medzsesz-el-Bab ellen. Az akció hamar elakadt az ellenséges tűz miatt, és a támadók a sok sebesült miatt kénytelenek voltak visszavonulni. Másnap ismét megtámadták a települést, amelyből a németek az éjszaka folyamán visszavonultak. A 11-esek kelet felé nyomultak tovább, és elfoglalták Teburát, a németek pedig harcolva visszavonultak Dzsebibinába. November 26-án az északi dandár támadása rosszul indult, és szinte semmit nem haladt előre, este viszont ismét támadásba lendültek, és ettől kezdve két napon át nem ütköztek ellenállásba.
A Blade Force támadását több mint száz brit és amerikai harckocsi előrenyomulása előzte meg. A harckocsik beleütköztek az ellenség felderítő alakulataiba Teburba közelében, majd november 26-án, egy szorosban megvívták az első tunéziai tankcsatát. Az angolszászok hét tankot kilőttek, hatot vesztettek.
A szövetségesek november 28-án erős védelmi vonalakba ütköztek, az északi dandár Dzsefnánál, mintegy 48 kilométerre Bizertétől nyugatra, a Blade Force és a déli dandár Dzsedeidától nyugatra. A támadás elakadt, és az angolszászok harminc halott és 86 hadifogoly hátrahagyásával visszafordultak. Délen a 11-esek előrenyomulását tüzérségi tűz állította meg; öt harckocsit elvesztettek. Éjszaka a szövetségesek erősítést küldtek a frontra, de az 5. tüzérzászlóaljra váratlanul lecsaptak a németek, és az amerikai elvesztették parancsnokaikat. Másnap az angolszászok északon és délen ismét támadtak, de megint visszaverték őket.
A szövetségesek több kisegítő támadást indítottak, de azok eredménytelenül végződtek. A brit-amerikai egységek végrehajtottak egy partraszállást, de nem találkoztak a 36. dandárral, mert azt onnan több kilométerre nyugatra megállították. Miután a zászlóalj ellátmánya elfogyott, sebesültjeivel visszavonult. Ötszáz ejtőernyőst Tunisztól délre dobtak le, de azon kívül, hogy elvágtak néhány telefonvonalat, nem sokat értek el. Az ellenséges akciók miatt vissza kellett vonulniuk Medzsesz-el-Bab felé. A katonák közül 19 meghalt, négy megsebesült, 266 eltűnt.

### Német ellentámadás
December 1-jén kora reggel a németek és az olaszok erős ellentámadást indítottak Dzsedeida felől. Két oszlopban 40-40 tank tört előre. A szárazföldi erőket zuhanóbombázók támogatták. Az akció a Blade Force ellen irányult, amely dél felé kezdett visszavonulni. Az utak megteltek járművekkel, amelyek könnyű célpontot kínáltak az ellenséges repülőknek és tüzérségnek. A következő nyolc napban a tengelyhatalmak Teburbától nyugatra verték vissza a brit-amerikai csapatokat. A szövetségeseknek december 10-én sikerült megállítaniuk a támadást. A veszteséglistára ezer ember, 73 harckocsi, 432 egyéb jármű és 70 tüzérségi eszköz került.
A vereségsorozat ellenére Anderson tábornok újabb támadást irányzott elő Tunisz elleni december 22-ére. A harcoló alakulatok számát tovább növeltékː a brit katonák száma elérte a 22 ezret, az amerikaiaké a 11 ezer 800-at, a franciáké a hétezret. A hírszerzési adatok szerint velük szemben 25 ezer harcoló és 10 ezer kiszolgáló katona állt. A december 16-áról 17-ére virradó éjjel egy amerikai gyalogosszázad sikeres rajtaütést hajtott végre a Tunisztól 250 kilométerre délre fekvő Maknasszi ellen. A fő támadás december 22-én délután indult, és a zuhogó eső, valamint a gyenge légi támogatás ellenére sikeresen kezdődött. Két nap múlva egy német ellentámadás megakasztotta az előretörést, és az angolszászok kénytelenek voltak a két héttel korábbi védvonalaik mögé visszavonulni. Veszteségük 534 ember volt.
A helyzetet nehezítette, hogy a francia hadseregben frakcióharcok törtek ki december 24. után, amikor egy feketelábú antifasiszta, Ferdinand Bonnier de la Chapelle meggyilkolta Darlan tengernagyot. A szövetségesek azonnal Henri Giraud-t nevezték ki a helyére, de a Charles de Gaulle vezette szabad franciák nem értettek egyet a választással. A szövetségesek Bône-nál sem tudtak továbbnyomulni kelet felé a szakadó eső és az utánpótlás nehézkes szállítása miatt. A német légitámadások megrongálták a kikötő daruit és mólóit.

## Felkészülés

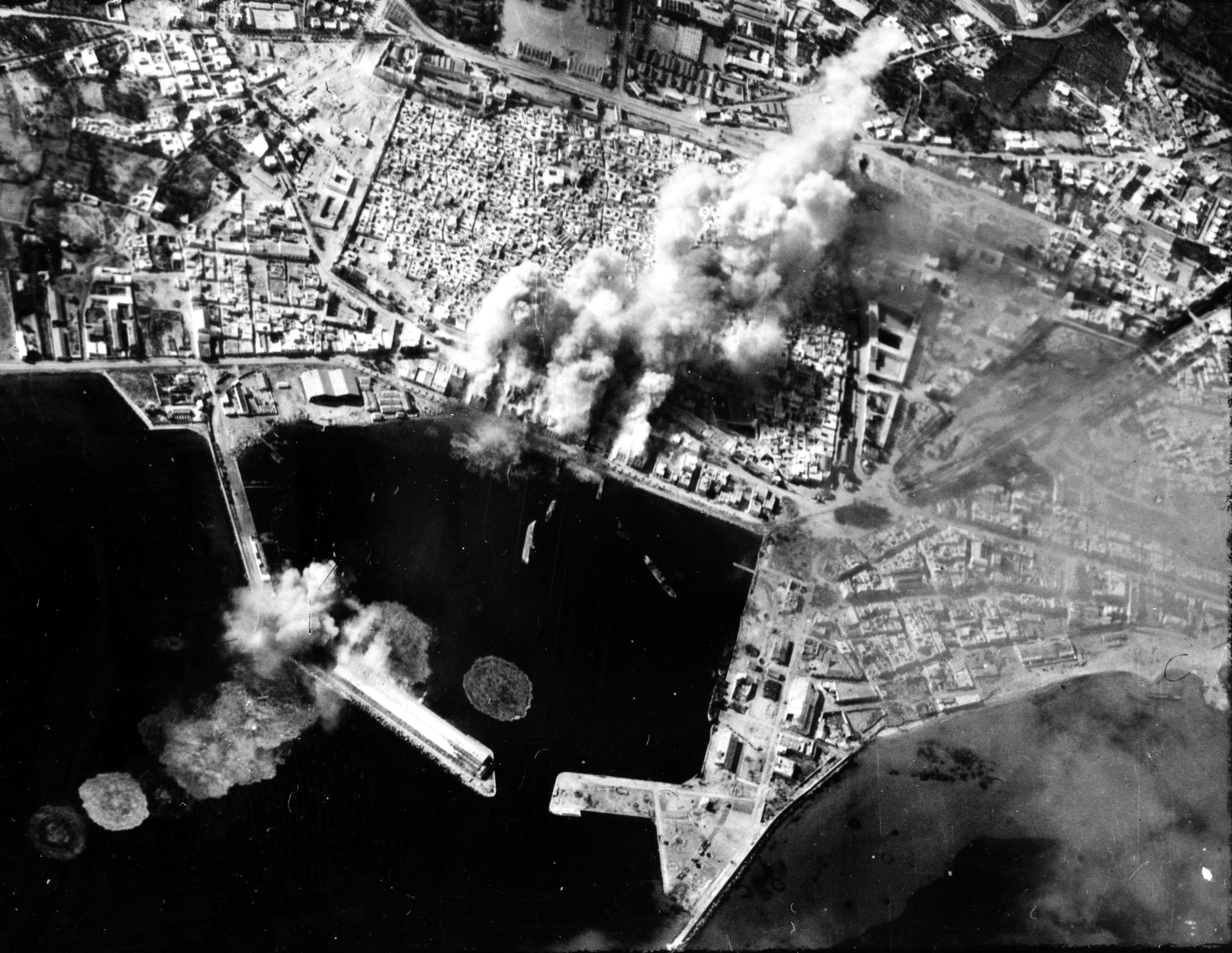
Szúsza bombázása

A szövetséges vezetés a sorozatos vereségek után arra az álláspontra jutott, hogy nem elég pótolni az elesetteket és az elvesztett járműveket, csak komolyabb változtatásokkal lehet legyőzni a tengelyhatalmakat. Úgy döntöttek, hogy fel kell állítani egy több hadosztályból álló erőt, amely több száz harckocsival és az eddiginél jóval erősebb légi támogatással rendelkezik, és az ellenséget nem egy-egy rövid frontszakaszon, hanem több száz kilométeren támadja. Ezekre az előkészületekre legalább két hónapot szántak, és meg kellett várni a rossz időjárás végét is.
Eisenhower friss csapatokat irányított Tunéziába Marokkóból és Algériából. Északon Anderson 1. Brit Hadserege öt hadosztályosra duzzadt, és később további erősítéseket is kapott. Délen két francia hadosztályt alakítottak ki, míg középen Lloyd R. Fredendall vezérőrnagy parancsnoksága alatt megalakult a 2. Amerikai Hadtest, amely négy gyalogos- és két páncéloshadosztályból állt. A németek is készültek, tartott Jürgen von Arnim tábornok 5. páncéloshadseregének teljes feltöltése, amely magába foglalta a von Broich féle, Bizerténél állomásozó páncéloshadosztályt, a Tunisz előterét védő 10. páncéloshadosztályt, valamint az olasz Superga hadosztályt a déli szárnyon. Az algériai partraszállástól januárig a tengelyhatalmaknak sikerült 112 ezer katonát és 101 ezer tonna felszerelést, ellátmányt Tunéziába juttatni.
1943 januárjában Rommel serege már közeledett kelet felől Tunéziához. A szövetségeseket aggasztotta a lehetőség, hogy Rommel és von Arnim csapatai találkoznak, mert egyesített erővel megindulhattak volna Algéria és Marokkó felé, ahol a szövetségeseknek csak part menti állásaik voltak. Ahhoz, hogy az angolszászok megakadályozhassák az ellenséges hadseregek egyesülését, blokkolniuk kellett azokat a szorosokat, amelyeken át Rommel útja vezetett az Atlasz-hegységen át.

## Német téli támadás

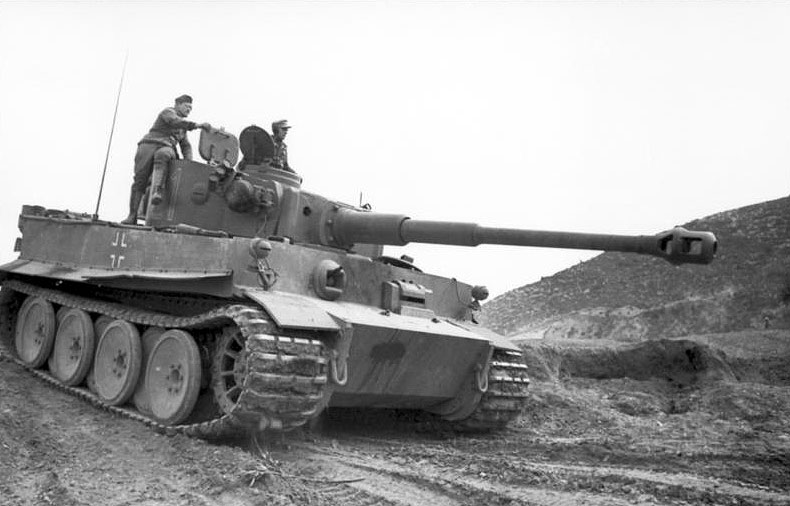
Német Tigris Tunéziában 1943 januárjában

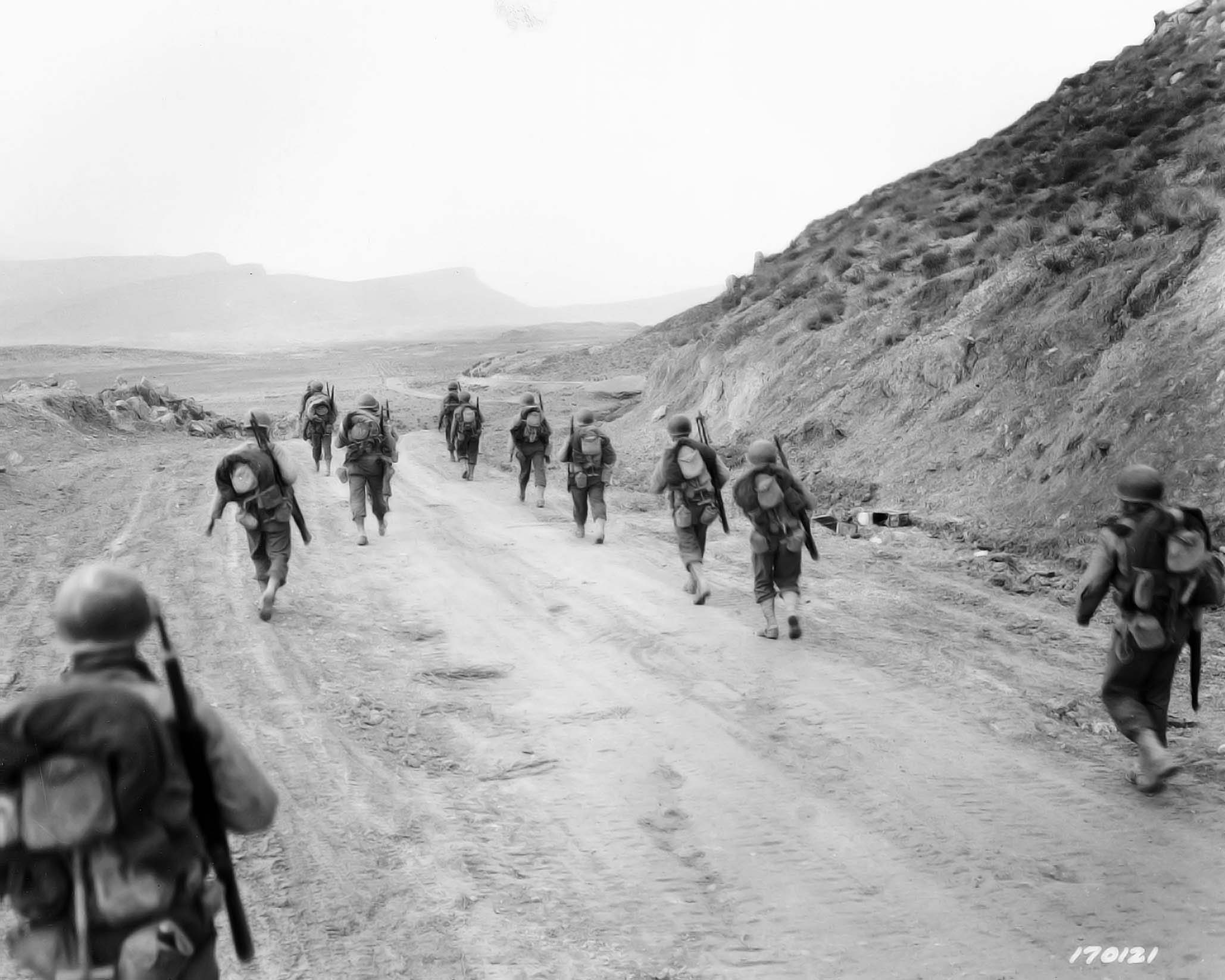
Amerikai katonák a Kasszeríne-hágóban

Januárban a németek megtámadták a francia és a brit szektor határterületét, és mintegy 16 kilométerrel vetették hátra a szövetségeseket, akik 3500 katonát és 200 járművet vesztettek. A német 5. páncéloshadsereg először a francia XIX. hadtestre mért csapást Fondouknál január 2-án, majd az amerikai II. hadtestre Bu-Aráda térségében január 18-án, majd Faidnél január 30-án. Ez a támadás megakasztotta a az amerikai II. hadtest felkészülését a Maknasszi elleni támadására. Február 3-án a szövetségesek akciót indítottak a Faid-hágó ellen, de az elbukott, és a támadók kénytelenek voltak visszavonulni. A korszerűtlen fegyverekkel harcoló franciák arra panaszkodtak, hogy nem kaptak megfelelő támogatást az amerikaiaktól.
Rommel kelet felől menekülő csapatai 1943 február elején elérték és megszállták a franciák által épített, Tunézia délkeleti területeit őrző Mareth-vonalat, amely egy erődrendszer volt a Dzseríd-sóstó és a tengerpart között.
Február elején a németek ellencsapást indítottak Dél-Tunéziában. Arnim 10. páncéloshadosztálya a keleti hegyláncon átvezető Faid-hágó térségében, Rommel 21. hadosztálya attól délre lerohanta az amerikai II. hadtestet. Február 14-én Szidi Bu Szaidot támadták meg, Faidtól 16 kilométerre nyugatra, ahol páncéloscsata bontakozott ki 200-200 harckocsi részvételével. A németek egy nap alatt áttörték az amerikai védelmi vonalat. A következő napon a szövetségesek gyenge ellentámadást indítottak, amely elakadt, és a németek 1400 hadifoglyot ejtettek. Az amerikai 1. páncéloshadosztály kénytelen volt visszavonulni.
A németek megtámadták a Szidi Bu Szaidtól 40 kilométerre fekvő Szbejtlát. Az amerikaiak új védvonalat alakítottak ki, de nem tudták feltartóztatni a támadókat. A négynapos csatában 2546 embert, 103 harckocsit, 280 járművet, 18 ágyút és egy légelhárító üteget vesztettek. Rommel meglátta a lehetőséget a nyugati hegyláncon átvezető Kasszeríne-hágó elfoglalására, amely az Algéria elleni felvonulás kulcsa volt. Február 19-én támadást indított, és másnap délutánra megszerezte a hágót. Rommel előrehaladását csak egyes, egymástól elszigetelt zászlóaljak nehezítették, amelyek egy-egy hegycsúcsot tartottak ellenőrzésük alatt. A szövetségesek egész tunéziai pozícióját délről északra haladó hadművelet fenyegette, amelyet csak a brit 6. páncéloshadosztály beavatkozása állított meg. Rommel visszafordult a Mareth-vonalhoz, hogy feltartóztassa Montgomery készülő offenzíváját.
Eisenhower a sorozatos vereségek miatt több szövetséges parancsnokot leváltott, és a korábbinál jóval nagyobb hatáskört adott Alexander tábornoknak. Mivel az amerikai II. hadtest sok embert és felszerelést vesztett, valamint a britek szerint taktikailag inkompetens volt, az offenzíva következő szakaszában az amerikaiak inkább kisegítő szerepet kaptak a britek mellett. Eisenhower George Patton tábornokot nevezte ki az amerikai sereg élére, helyettese Omar Bradley tábornok lett. Február 26-án von Arnim kisebb léptékű támadást indított a britek ellen, hogy kiszélesítse a Tunisz előtti védőzónát. Az akció, amelyet Rommel tökfilkók agyszüleményének nevezett, elbukott.

### Küzdelem a nyugati szárnyon
Március 6-án Rommel megtámadta a 8. Brit Hadsereget Médeninénél, de Montgomery csapatai – tüzérségi és harckocsitűzzel kombinált légitámadásokkal – megállították az előrenyomulást. „Négyszer támadtunk aznap, és több mint ötven harckocsit vesztettünk, (...)  napszálltakor Rommel véget vetett a reménytelen ütközetnek” – emlékezett vissza H. W. Schmidt páncélosparancsnok. A hivatalos adatok szerint az Afrikakorps 94 katonája elesett, 511 megsebesült és legalább 41 tankja megsemmisült. Ez volt Erwin Rommel utolsó csatája Afrikában, mert március 9-én visszautazott Németországba.
Két hét múlva Montgomery frontális támadást indított, és március 31-ére visszavetette a németeket a keleti hegylánc tengerparti végéhez. A tengelyhatalmaknak csak Tunisztól 75 kilométerre délre, Enfidaville-nél sikerült megállítani az előrenyomulást.
A németeknek és olaszoknak még ezt követően is tizenegy hadosztályuk volt Tunéziában, de az utánpótlás rendkívüli módon akadozott. Januárban a Tunéziába tartó 51 hajóból 22-t elsüllyesztettek a szövetségesek. Nem vált be a légihíd sem, a szükséges 80 ezer tonna utánpótlásból csak 25 ezer tonna érkezett meg. A németek még Me 323 Gigant gépeket is bevetettek az üzemanyag-szállításra, de április 22-én az angolszász repülők 21-ből 16-ot lelőttek közülük. Hitler már március 4-én reménytelennek tartotta az afrikai háborút, és két nap múlva hazarendelte Rommelt. Ennek ellenére mégsem evakuálta csapatait.

## Szövetséges tavaszi offenzíva
Miközben Montgomery felgöngyölítette a déli ellenállást, Patton is megindította az offenzívát a három gyalogos- és egy páncéloshadosztállyal, tüzérdandárokkal, egy utászezreddel, valamint az 1. ranger-zászlóaljal és az 1. tankelhárító csoport hét zászlóaljával feltöltött II. hadtesttel. A sereg 88 287 emberből állt. Feladata az volt, hogy kelet felé nyomuljon előre az ellenséges szárnyon, és ezzel csapatokat vonjon el délről, megkönnyítve Montgomery haladását észak felé.

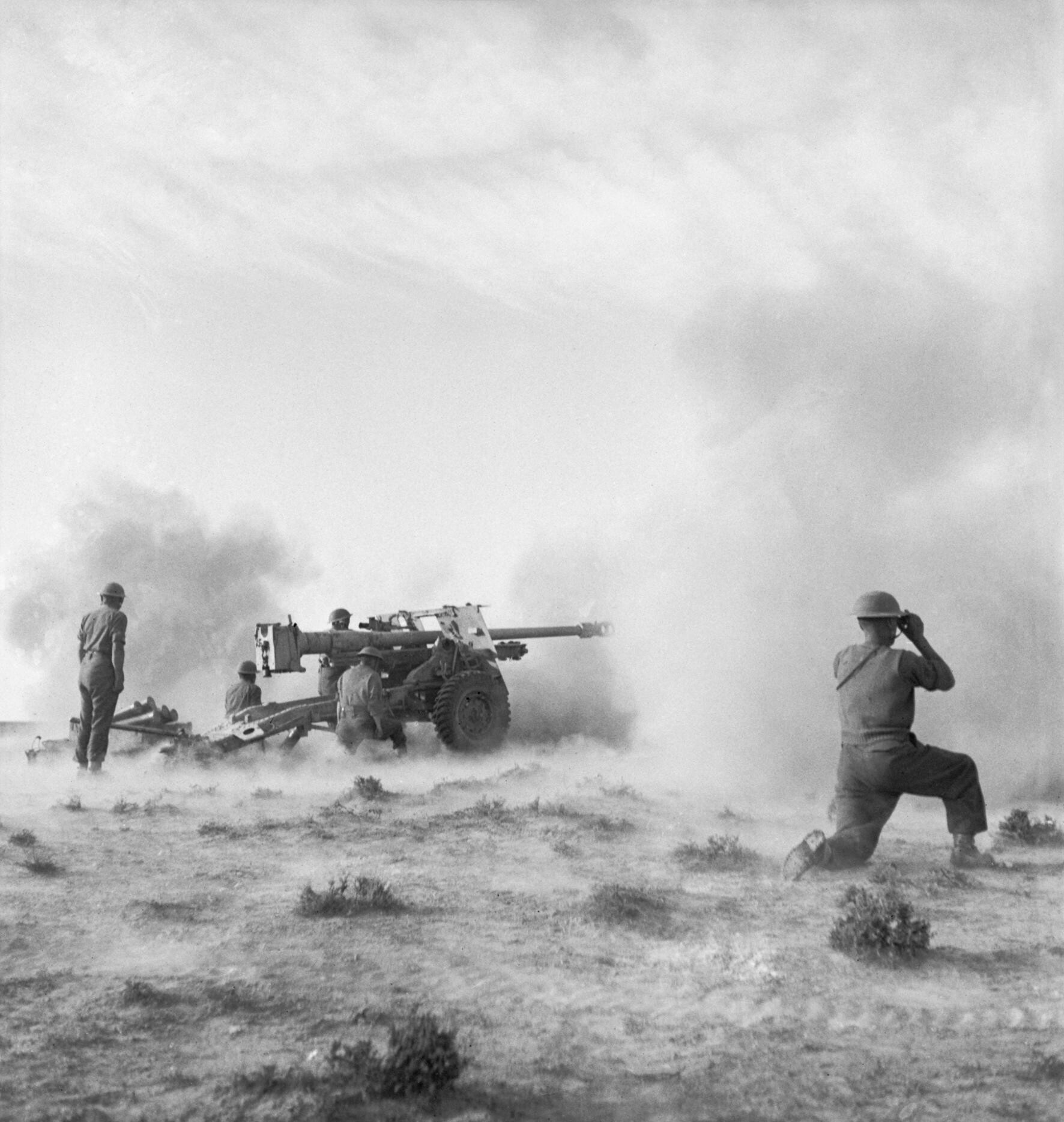
Brit harckocsielhárító löveg 1943. március 11-én

Március 17-én Patton erői bevették Gafszát. Az olaszok Meknesszi felé vonultak vissza. Az amerikaiak két napig nem tudtak utánuk indulni az eső és a sár miatt. Március 21-én elfoglalták Szenedet, amelyet csak gyengén védtek a tengelyhatalmak. A harckocsik Meknesszi felé nyomultak tovább, de mielőtt elérték volna a települést, a németek kiürítették. A kelet felé tartó amerikaiak hamarosan erős ellenállásba ütköztek a falut körülvevő hegyekben, ezért megálltak, hogy bevárják az erősítést.
Miközben a harckocsik kelet felé nyomultak, a gyalogosok összecsaptak a németekkel el-Gettártól 65 kilométerre. A szövetségesek terveinek megfelelően, Kesselring ellentámadásra utasította a 10. páncéloshadosztályt. Az 1. gyalogoshadosztály két erős támadásukat verte vissza március 21-24. között, majd a harckocsik elakadtak az aknamezőkön és a tüzérségi tűzben. Az amerikaiak a gyakran kézitusává váló összecsapásban kiverték a németeket állásaikból és a hegycsúcsokról. Támadásukat erős tüzérségi és légi támogatás segítette. A csatában a tengelyhatalmak 38 tankot vesztettek, és a 10. páncéloshadosztály kénytelen volt visszavonulni. Patton kétirányú támadást indított, hogy megossza az ellenséges csapatokat. Az 1. gyaloghadosztály észak, a 9. dél felé nyomult. Az utóbbi a március 28-ai hajnali összecsapásban három zászlóaljt vesztett a sziklás hegyek között. Az 1. hadosztály gyorsabban haladt előre. Végül a támadók kimerültek, és az akció a jól megerősített német állások előtt elakadt. Kilenc nap alatt a 9-esek 120 katonája elesett, közöttük öt zászlóaljparancsnok, 872 megsebesült, eltűnt vagy megbetegedett.
Március 30-án szövetséges páncélosok indultak Gabès kikötőváros ellen, de három nap alatt csak kis előrehaladást értek el, miközben 13 harckocsit vesztettek. Április 5-én Patton Ernest N. Harmon vezérőrnagyot nevezte ki az 1. páncéloshadosztály élére. Montgomery áttörte a Mareth-vonalat, Patton pedig nyugat felől szorította a tengelyhatalmakat. Százhúsz kilométerrel északra Meknesszitől a 34. gyalogoshadosztály március 27-én megtámadta a Fonduk el-Auareb-szorost, de három nap alatt nem sikerült bevennie. Egy hét múlva Alexander brit-amerikai-francia támadást rendelt el, de a csapatok összezavarodtak, és a fő ellenséges seregtestnek sikerült visszavonulnia. Április 10-én a 8. Brit Hadsereg és az 1. Amerikai Hadsereg találkozott Kairuántól 32 kilométerre délre. A hónap közepére a tengelyhatalmak csapatait visszaszorították Tunézia északkeleti sarkába, egy nagyjából akkor területre, mint amekkora a német-olasz hídfő hat hónappal korábban volt. A tengelyhatalmak helyzete egyre rosszabbodott, mert a szövetséges légi- és haditengerészeti erő növekvő hevességgel támadta az utánpótlási vonalakat. Hitler nem járult hozzá, hogy a csapatokat evakuálják.

## A hídfő felszámolása

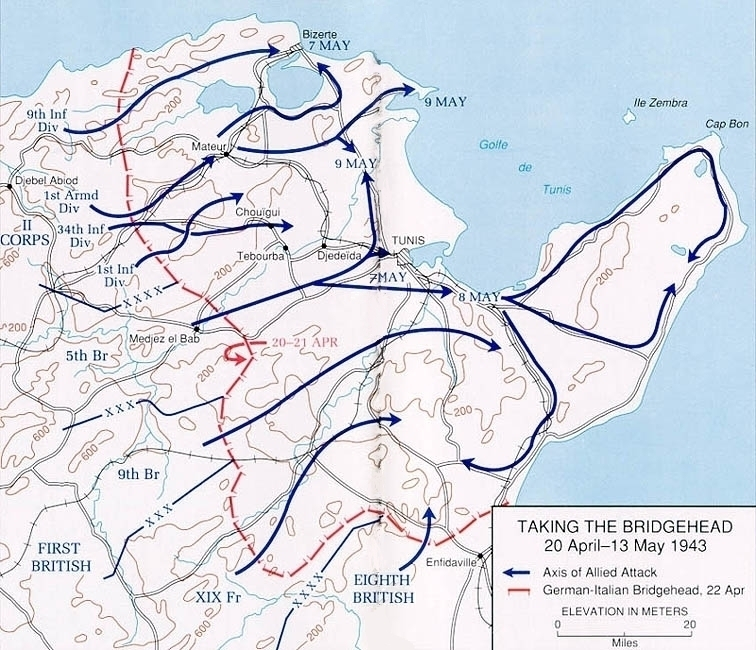
A kék nyilak a szövetségesek, a pirosak a tengelyhatalmak mozgását jelzik a hadjárat utolsó két hónapjában, 1943. április-májusban. A szaggatott piros vonal a németek-olasz állások helyét mutatja az offenzíva kezdetekor

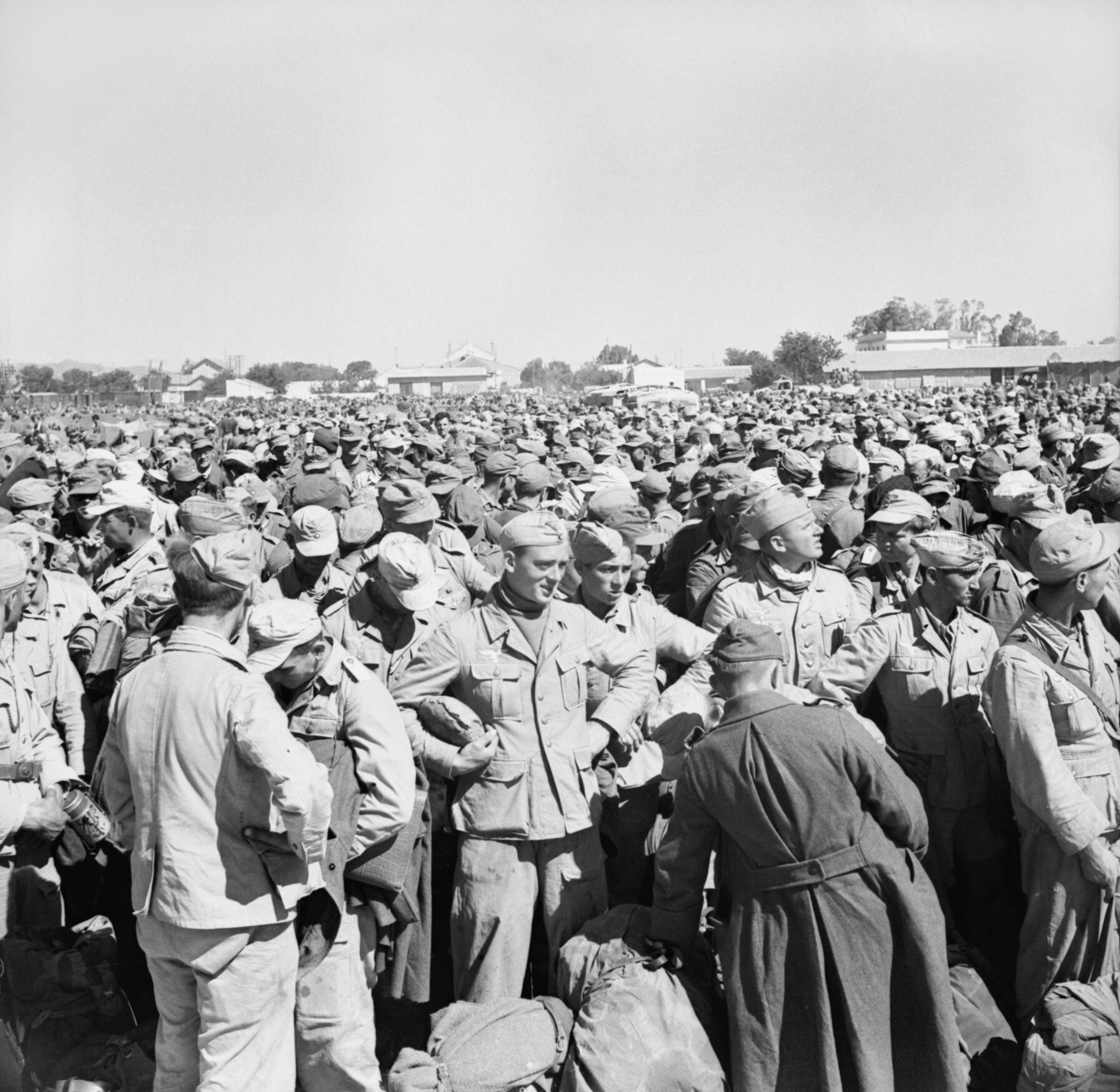
Német és olasz hadifoglyok

Alexander tábornok célja a külső védelmi vonal egyre hátrébb szorítása, majd először Tunisz, aztán Bizerte bevétele volt. Az első támadásokat a britek indították, az amerikai II. Hadtest (három gyalogos-, egy páncéloshadtest és három francia zászlóalj) kisegítő feladatot kapott. Április 14-18. között ezeket az erőket a front legészakibb részére, Bizertétől 48 kilométerre nyugatra helyezték át. Április 15-én Bradley tábornok vette át a II. hadtest vezetését, hogy Patton megkezdhesse a szicíliai invázió tervezését.
Április 20-21-ének éjszakáján a Hermann Göring-hadosztály támadást indított a brit 5. hadtest ellen. Annak ellenére, hogy a támadó csapatok több helyen átszakították a védelmet és több kilométerre benyomultak a britek mögé, nem tudták meghátrálásra késztetni őket, így kénytelenek voltak visszatérni saját  vonalaik mögé. Huszonkettedikén megkezdődött a hadjárat utolsó felvonása. A brit 46. hadosztály megtámadta a Hermann Göring-hadosztályt, és egy délnyugat-északkelet irányú frontot nyitott. A veszteségek mindkét oldalon nagyok voltak. Másnap Bradley megindította az amerikai offenzívát, amely lépésben haladt előre. Április 25-én a németek visszavonultak.
Másnap a 34. hadosztály beékelődött az 1. és a 9. közé, majd következő éjjel támadást indított a közeli magaslatok, köztük a 609-es hegy ellen ellen. Ugyanebben az időben az 1. hadosztály délről támadta az 523-as hegyet. Mindkét gyalogoshadosztályt az 1. páncéloshadosztály, valamint a 27., a 68. és a 91. tüzérzászlóalj támogatta. A tengelyhatalmak katonái szívósan védekeztek. Csaknem három nap harc után a II. hadtestnek sikerült bekerítenie az ellenséget. Az összecsapásokban 183 katona elesett, 1594 megsebesült, 676 fogságba esett vagy eltűnt. Az elfogott német és olasz katonák elmondásából kiderült, hogy a csapatoknak kevés az élelme és a lőszere. Omar Bradley ebből azt a következtetést vonta le, hogy közel van az áttöréshez. Hadtestét átszervezte, és négy hadosztályt sorakoztatott fel a frontvonalon – északtól dél felé – a 9. gyalogost, az 1. páncélost, az 1. és a 34. gyalogost.
Április végére Arnim tábornoknak 76 harckocsija maradt, és üzemanyag hiányában szesszel próbálták hajtani őket. Április 30-án reggel az amerikai hadtest általános támadást indított, amely a tengelyhatalmak északi védvonalának összeomlásához vezetett. Az amerikai gyalogosok lerohanták a 609-es és az 523-as hegyet, a harckocsik pedig kelet felé törtek előre. A németek visszavonultak Mateur felé. Két nappal később Ernest Harmon tábornok harckocsijai kiverték onnan őket. Ezzel az amerikaiak megszereztek egy fontos várost, amely csak 32 kilométerre feküdt végső céljuktól, Bizertétől. Május 6-án az amerikaiak megindították a végső támadást. Először áttörték a védelmi vonalat, és teljesen bekerítették Bizertét, majd május 7-én megkezdték elfoglalását. Ugyanezen a napon a brit 5. hadtest behatolt Tuniszba. Az amerikaiak elvágták a Bizerte-Tunisz utat, és a német-olasz védelem teljesen összeomlott.
Május 12-én Arnim tábornok bejelentette a megadást. Több mint 275 ezer katona adta meg magát, köztük Jürgen von Armin német és Giovanni Messe olasz főparancsnok. A hat hónapon át tartó küzdelemben a tengelyhatalmak 294 082 tonna ellátmányt és üzemanyagot szállítottak Tunéziába. Az olaszok 12 rombolót, 11 kísérőhajót, 243 szállítóhajót vesztettek. A szövetségesek kétmillió tonna hadi felszerelést és egyéb ellátmányt, valamint negyvenezer katonát tettek partra Afrikában. Az angolszászok 72 hajót és 340 426 tonna árut vesztettek. Az amerikai veszteség meghaladta a 76 ezret, a tengelyhatalmaké 290 és 362 ezer között volt.

## Következmények
A tunéziai győzelemmel a szövetségesek megszerezték a teljes ellenőrzést a Földközi-tenger déli partjai felett, és véglegesen elhárították a Máltát és a Szuezi-csatorna bejáratát fenyegető veszélyt. A tengelyhatalmak veresége Hitler pozícióját közvetlenül nem érintette, Mussolini azonban elveszítette hadserege nagyobbik és jobbik felét. A különböző afrikai hadjáratok során 350 ezer olasz katona esett hadifogságba. A hadsereg kivéreztetésére válaszul az olasz tisztikar megkezdte a kihátrálást Mussolini mögül.
A szövetségesek július 9-10-én, a Husky hadművelettel partra szálltak Szicíliában. Az invázió meglepte Hitlert, mivel úgy vélte, hogy a szigetet elég erő védi a támadás visszaveréséhez. A szövetséges sikerhez hozzájárult, hogy az olasz katonák már nem voltak hajlandók harcolni és idővel már csak a német csapatok küzdöttek a britek és az amerikaiak ellen. A szövetségesek nyolc tengeri és két légi szállítású hadosztályt vetettek be, és a nagy veszteségek ellenére egy hónapon belül elfoglalták Szicíliát. Szeptember 3-án az olaszok aláírták a fegyverszüneti megállapodást, és az angolszászok öt nap múlva partra szálltak Nápolytól délre. Hitler elrendelte az olasz félsziget megszállását.